# چابا گرچاک
چابا گرچاک (به مجاری: Csaba Gercsák) (زادهٔ ۱۹ اوت ۱۹۸۸) شناگر اهل مجارستان است.